# Народна партија (Србија)
Народна партија (НП) је бивша политичка странка у Србији. Основана је 14. новембра 2009. године у Новом Саду где је оснивачка скупштина одржана у СПЕНС. Настала је издвајањем из Српске радикалне странке где се прво звала „Група грађана — Маја Гојковић“, пре него што је регистрована под данашњим именом. Оснивач и председник странке је Маја Гојковић, бивша градоначелница Новог Сада. Странка је имала 63 општинска одбора на територији републике Србије. Народна партија је у Скупштини Републике Србије освојила два посланичка мандата у оквиру посланичке групе Уједињени региони Србије, а неко време је наступа самостално у Народној скупштини Републике Србије са своја два посланика. Након што је Председништво партије донело одлуку да странка колективно приступи Српској напредној странци, Маја Гојковић се укључила у посланички клуб СНС, а народна посланица Драгана Ђуковић у посланички клуб Уједињених региона Србије поставши члан те странке. На Скупштини Народне партије која је одржана 14. новембра 2009. године у Новом Саду, за Председника Народне партије изабрана је Маја Гојковић.
Крсна слава Народне партије била је Ђурђиц.

## Учешће на изборима
Народна партија је изашла на изборе на свим нивоима у коалицији Уједињени региони Србије. Народна партија је на нивоу републике освојила два посланичка мандата, а њени представници су Маја Гојковић председник странке и секретар странке Драгана Ђуковић.
На локалним изборима Народна партија је освојила мандате за одборнике у градовима Ниш, Градска општина Нишка Бања, Градска општина Црвени Крст, Лесковац, Општина Лебане, Град Врање, Град Панчево, Град Сомбор, Град Ваљево, Градска општина Младеновац, Општина Кула, Општина Оџаци, Општина Ковин, Град Ужице, Град Краљево, Општина Сремски Карловци, Општина Тител, Град Сремска Митровица.

## Основна начела
Основна начела партије су: 
1. Слобода појединца;
2. Неповредивост приватне својине;
3. Правна држава;
4. Очување традиције;
5. Будућност у породици европских народа.

## Одбори Народне партије
Алибунар, Бачка Паланка, Београд — Земун, Београд — Звездара, Београд — Младеновац, Београд — Палилула, Београд — Раковица, Београд — Стари Град, Београд — Сурчин, Београд — Чукарица, Беочин, Бечеј, Бујановац, Ваљево, Власотинце, Врање, Врбас, Гаџин Хан, Горњи Милановац, Жабаљ, Житиште, Житорађа, Зрењанин, Ириг, Кикинда, Ковин, Крагујевац, Краљево, Крушевац, Кула, Лебане, Лесковац, Лозница, Медвеђа, Ниш, Ниш — Медијана, Ниш — Нишка Бања, Ниш — Палилула, Ниш — Пантелеј, Ниш — Црвени Крст, Нови Бечеј, Нови Сад, Обилић, Опово, Оџаци, Панчево, Параћин, Пећинци, Пожега, Прибој, Рума, Сомбор, Србобран, Сремска Митровица, Сремски Карловци, Стара Пазова, Суботица, Темерин, Тител, Ужице, Чачак, Шид.

## Приступање Српској напредној странци
Председништво Народне партије је крајем новембра 2012. године донело одлуку да партија колективно приступи Српској напредној странци, што је Главног одбор Српске напредне странке је на седници 3. децембра 2012. подржао.